# وینسنت گالو
 وینسنت گالو (انگلیسی: Vincent Gallo؛ زادهٔ ۱۱ آوریل ۱۹۶۱) نوازنده گیتار، خواننده و کارگردان اهل ایالات متحده آمریکا است. وی از سال ۱۹۸۱ میلادی تاکنون مشغول فعالیت بوده‌است.
از فیلم‌هایی که وی در آن نقش داشته است، می‌توان به دردسر هرروزه، رؤیای آریزونا، بوفالو ۶۶، لس آنجلس بدون نقشه، متروپیا، مسکو صفر، خداحافظ عاشق، خانواده پرز و تترو اشاره کرد.